# Lotnisko Lidzbark
Lotnisko Lidzbark – lotnisko zbudowane w roku 1930 w miejscowości Cibórz koło Lidzbarka miało 46 ha, powstało na ziemi przejętej od Ignacego Mieczkowskiego h. Zagłoba właściciela majątku Cibórz. Taką lokalizację wybrano ze względu na to, że jest to teren w połowie drogi pomiędzy Warszawą i Gdańskiem. Samoloty zatrzymywały się tam, aby uzupełniać paliwo, gdyż niemożliwe było wówczas przebycie całej trasy bez tankowania. Lotnisko miało następujące parametry: długość N-S 550 m; NW-SE 900 m; wysokość n.p.m. 145 m. W czasie II wojny światowej lotnisko przekształcono na wojskowe. Zostało ono powiększone, a na jego terenie zbudowano fabrykę amunicji i części zamiennych do samolotów. Zostało całkowicie zniszczone pod koniec wojny.